# Johanna Wolff (Schriftstellerin)

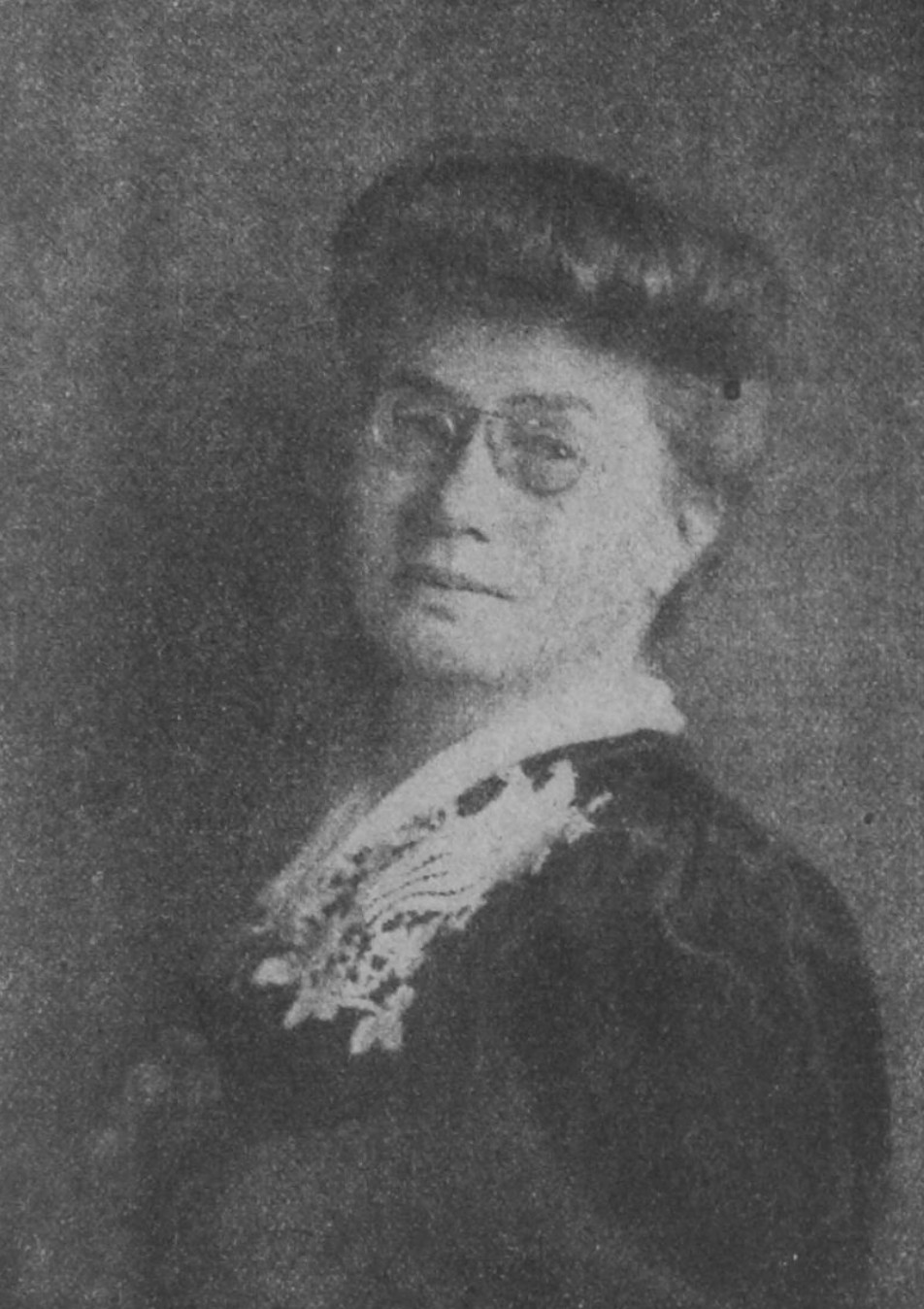
Johanna Wolff, um 1919

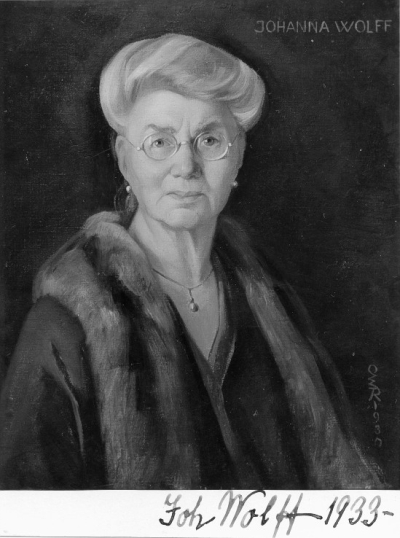
Johanna Wolff (1930), porträtiert von Ottilie W. Roederstein

Johanna Wolff, geb. Kielich (* 30. Januar 1858 in Tilsit, Ostpreußen; † 3. Mai 1943 in Orselina, Tessin) war eine deutsche Schriftstellerin.

## Leben
Johanna Kielich war die Tochter des Schuhmachermeisters Johann Adolf Kielich und wuchs als Waise auf. Sie trat 1877 in den Diakonissendienst und war ab 1887 Rot-Kreuz-Schwester in Hamburg. Im Jahr 1897 heiratete sie Otto Gustav Wolff. Beide ließen sich 1910 von dem Hamburger Architekten Wilhelm Fränkel ein Landhaus in Hamburg-Rissen erbauen, dem das Ehepaar Wolff den Namen Haus Moorfred gab. „Ein stiller, gedunkelter Name war's, der aber zur Scholle paßte. Der Grund führte Moor und Sand: eine Mischung, die durcheinander getan große Fruchtbarkeit ergab.“
Johanna Wolff war neben Agnes Miegel die bedeutendste Vertreterin der ostpreußischen Frauendichtung. Sie wurde in ihren Werken von Friedrich Nietzsche, Detlev von Liliencron und Richard Dehmel beeinflusst. Wolffs erste Veröffentlichung war 1896  Namenlos – Frauenlieder. Ihren größten Erfolg hatte Johanna Wolff mit der Autobiografie Hanneken, ein Buch der Armut und Arbeit aus dem Jahr 1912, später als Neuauflage in Hanneken, ein Buch von Arbeit und Aufstieg umbenannt, mit einer Auflage von 55.000 Stück.
Die Stadt Tilsit verlieh Johanna Wolff 1930 die Ehrenbürgerwürde. Außerdem erhielt sie für sich und ihren Mann ein Ehrengrab, „daß ihr die NSDAP wieder aberkannte, weil ihr Mann jüdischer Herkunft war.“ Die ehemalige Meerwischer Volksschule in Tilsit wurde 1943 in Johanna-Wolff-Schule umbenannt.
Johanna Wolff starb am 3. Mai 1943 im Alter von 85 Jahren in Orselina. Ihr Grab befindet sich auf dem Friedhof von Mergoscia. An der Friedhofsmauer ist eine Gedenktafel für HANNEKEN angebracht. Ihr Mann starb wenige Tage nach ihr. Auf ihre Grabtafel hatte er noch die Inschrift KEINER WAR GUT GENUG MIT DIR. G. einmeißeln lassen.

## Nachlass
- Etwa 400 Briefe und Postkarten, meist handschriftlich, einige Verlagsabrechnungen aus dem Nachlass Johanna Wolffs befinden sich im Nachlass von Hans Franck, „offenbar von Carl Lange an Hans Franck übergeben“.[5] Aufbewahrt wird dieser Nachlass Wolffs im Nachlass Franck von der Landesbibliothek Mecklenburg-Vorpommern Günther Uecker im Landesamt für Kultur und Denkmalpflege in Schwerin. Der Nachlass Hans Franck „wurde 2003 bis 2006 unter Kallíope, dem offenen Verbundinformationssystem für Autographen und Nachlässe in Deutschland, ins Internet gestellt“.[6]
- Teilnachlass in der Stiftung Archiv der deutschen Frauenbewegung in Kassel[7]
- Teilnachlass Deutsches Literaturarchiv Marbach[7]

## Werke
- 1896: Namenlos. (Frauenlieder)
- 1906: Die Meisterin (Drama)
- 1906: Susannes Rosengarten (Drama)
- 1906/1907: Du schönes Leben (Dichtungen)
- 1912: Hanneken. Ein Buch der Armut und Arbeit. (autobiographisch)
- 1917: Von Mensch zu Mensch. Gedichte.
- 1918: Schwiegermütter. Kleine Geschichten.
- 1919: Die Töchter Sauls. (Trauerspiel)
- 1920: Die Totengräberin. (Novelle)
- 1921: Hans Peter Kromm der Lebendige. Eine Geschichte von Ufer zu Ufer. (Roman)
- 1922: Drei Märchen.
- 1926: Der liebe Gott auf Urlaub. Zeitlose Legenden.
- 1928: Schwiegermütter (Kleine Erzählungen, darin: Mutter auf Erden, 1940 auch separat veröffentlicht)
- 1929: Sonnenvögel. Märchen und Geschichten für kleinere Kinder
- 1930: Die Grabe-Dore (Erzählungen)
- 1930: Frauen zwischen gestern und heute. Lebensstücke. (Novellen)
- 1931: Lebendige Spur. Gedichte.
- 1932: Die Beichte. (Drama)
- 1932: Mutter Trapp
- 1933: Andres Verlaten. Ein deutsches Schicksal (Roman)
- 1935: Hannekens große Fahrt. (Roman)
- 1935: Wir bleiben jung. Eine heitere hanseatische Geschichte.
- 1936: Das Wunderbare. Eine Geschichte von Seelen und Geigen. (Roman)
- 1937: Ein bißchen Freude. Tagesworte durch den Jahresring (Kalender)
- 1937: Der Fischpastor. Aus dem Merkbüchlein des Pfarrers Ulrich Drossel.
- 1938: Vogelreuthers Mühle. (Roman)
- 1939: Wanderer wir. Ausgewählte Gedichte.